# 2180 Marjaleena
2180 Marjaleena este un asteroid din centura principală, descoperit pe 8 septembrie 1940 de Heikki Alikoski.